# China in Box
China In Box é uma rede de fast-food de comida chinesa, inaugurada em 1992 no bairro paulistano de Moema por Robinson Shiba e presente em várias cidades do Brasil, com 145 lojas.
Em outubro de 2021 a TrendFoods, antiga proprietária do China In Box, foi vendida para o Grupo Trigo, criando a maior companhia de comida asiática do país.

## História
A rede China In Box começou com uma oportunidade percebida pelo seu fundador, Robinson Shiba, durante uma viagem com amigos aos Estados Unidos em 1986, durante seu curso de Odontologia. Na costa Oeste daquele país, ele percebeu a alta demanda dos consumidores por comidas chinesas, que, cada vez mais apressados, acostumaram-se a comer em pequenas caixas nas ruas. Junto com uma caixinha, ele trouxe a ideia para o Brasil, vendo oportunidade no negócio ao apostar na comida chinesa como uma alternativa à pizza, único produto de delivery até então no país.
De volta ao Brasil, falou de sua ideia para a família, que apoiou. Assim, os Shiba resolveram adaptar os sabores da China ao paladar brasileiro e abrir uma loja, para desenvolver outras partes do projeto, procurou amigos para parcerias: um amigo designer criou o logotipo e as embalagens, um outro, arquiteto fez os projetos para as obras, outro que trabalhava em uma gráfica imprimiu os folhetos, e um amigo cozinheiro chefiou a cozinha. No dia 8 de outubro de 1992, ele, juntamente com sua irmã Helen e seu irmão Hideaki Shiba, inauguraram a primeira loja no bairro de Moema, em São Paulo. O serviço, então, era exclusivamente de entregas, sem funcionar como restaurante.
Naquela época havia o senso comum de que comida oriental não tinha um aspecto saudável, com fama de restaurantes e cozinhas sujas e alimentos de má qualidade. Para evitar esse olhar, desde sua primeira unidade o China In Box adota um design em suas lojas que deixam suas cozinhas visíveis do lado de fora. Há ainda o cuidado com o cardápio, com informações e fotos atrativas. Até então, eram comuns cardápios simples de pizzaria, sem imagens e pouco conteúdo. A rede de culinária chinesa criou cardápios bem produzidos, onde colocava imagens de seus produtos, até mesmo de sua cozinha e destaques de promoções. Cerca de 100 mil folhetos eram distribuídos em cada região onde uma unidade era aberta para efeito de divulgação.
O diferencial do China In Box foi o que o destacou dos outros restaurantes chineses em São Paulo. Além de ter se especializado apenas no serviço de entrega em domicílio (Delivery), trouxe dos Estados Unidos a embalagem de box de papel, ao invés de utilizar as marmitas; foi o primeiro restaurante a colocar vidros na cozinha para que os clientes pudessem observar a preparação dos alimentos e a limpeza; desenvolveu um folheto que utilizasse 4 cores e fotografias; inventou, junto com um motoqueiro que trabalhava com ele, uma capa com a logomarca para as caixas de isopor que transportavam a comida. Com tantos diferenciais, a rede começou a crescer. Já em 1993, inaugurou a segunda loja no bairro do Ibirapuera. No ano seguinte, foram mais quatro só com parcerias entre parentes e amigos.
Em 1995, com oito lojas, a rede resolveu participar da feira de franquia da Associação Brasileira de Franchising. A partir daí, o negócio deu uma guinada. Em 1995 e 1996 foram abertas 60 lojas no total. A primeira experiência internacional da marca aconteceu em 1998 na Argentina, e não foi bem sucedida. Um dos fatores para o fracasso da investida foi a situação econômica do país, a paridade de um peso um dólar, além de erros de implementação do negócio em um mercado diferente (todos os funcionários eram brasileiros, não existiam parceiros argentinos). Resultado: fechou em 2001. O fracasso ensinou a empresa a não repetir os erros ao ingressar no mercado mexicano no ano de 2002. Em relação ao mercado brasileiro a rede crescia solidamente. Em 2006, foi inaugurada em média de 1 loja por mês, incluindo a terceira loja em Guadalajara no México e recentemente, uma loja na Cidade do México. Neste ano foram vendidas mais de 4 milhões de refeições.